# Miroslav Švarc
Miroslav Švarc (* 10. listopadu 1948) je podnikatel ve stavebnictví, známý především tím, že jako jeden z prvních používal daňově výhodný způsob zaměstnávání lidí na jejich živnostenské listy – dodnes známý jako švarc systém. Sponzoroval fotbalový klub SK Benešov, který postoupil do národní první ligy a po dobu několika let nesl jeho jméno.
Počátkem 90. let založil a vedl úspěšnou stavební firmu Švarc, s. r. o. a o svém systému jednal i s členy vlády. Po zákazu švarc systému v roce 1993 byl několikrát pokutován. V roce 1994 byl obviněn ze zpronevěry dávek sociálního zabezpečení. Stát mu nedovolil odklad v splacení devítimilionového dluhu a jeho firmu s kdysi miliardovým obratem poslal do konkurzu. V roce 1999 byl odsouzen na 18 měsíců nepodmíněně, z čehož měl v té době odsezeno ve vazbě 9 měsíců.
V roce 2001, po návratu z vězení, žil jako poustevník u Slapské přehrady, později pracoval jako šéf stavebních dělníků. Do důchodu odešel v roce 2008.